# میرجعفرلو
میرجعفرلو یک روستا در ایران است که در دهستان صلوات واقع شده‌است. میرجعفرلو ۱۱۱ نفر جمعیت دارد.